# Wendy Turnbull
Wendy Turnbull, född 26 november 1952 i Brisbane, Australien, är en australisk högerhänt tidigare professionell tennisspelare, framgångsrik framför allt som dubbelspelare.
Turnbull blev professionell spelare på Virginia Slims Circuit 1975. Hon vann under proffskarriären 13 singel- och 60 dubbeltitlar (varav 5 i mixed dubbel). Hon vann 9 titlar i Grand Slam-turneringar (4 i dubbel och 5 i mixed dubbel), och deltog dessutom i tre singelfinaler i GS-turneringar. I olympiska sommarspelen 1988 vann hon bronsmedalj i dubbel tillsammans med Elizabeth Smylie. 
Turnbull upphörde med internationell tävlingstennis 1989.

## Tenniskarriären
Turnbull spelade sin första singelfinal i en GS-turnering 1977 (US Open). Hon förlorade matchen mot dåvarande världsettan Chris Evert (6-7, 2-6). Säsongen 1979 spelade hon final i Franska öppna, också denna gång mot Evert som vann med 6-2, 6-0. Den sista singelfinalen i GS-sammanhang spelade hon i Australiska öppna mot tjeckiskan Hana Mandlikova. Också denna final förlorade Turnbull (0-6, 5-7).
Tillsammans med australiskan Kerry Reid vann Turnbull med 1978 dubbeltiteln i Wimbledonmästerskapen. Säsongen därpå, 1979, vann hon hela 14 dubbeltitlar, nio av dessa tillsammans med den nederländska spelaren Betty Stöve, däribland Franska öppna och US Open. Säsongen 1981 vann hon sju dubbeltitlar och 1982 fem titlar inklusive US Open med amerikanskan Rosie Casals. Sin sista proffstitel vann Turnbull i dubbeln i Los Angeles med Martina Navratilova.
Mixed dubbeltitlarna vann hon tillsammans med Bob Hewitt (Franska öppna 1979), Marty Riessen (US Open 1980) och britten John Lloyd (Franska öppna 1982 och Wimbledon 1983, 1984). 
Wendy Turnbull deltog i det australiska Fed Cup-laget 1977-88. Hon spelade totalt 62 matcher av vilka hon vann 46. Laget spelade vid flera tillfällen världsfinal under perioden, utan att lyckas vinna cuptiteln. Turnbull noterade flera dubbelsegrar tillsammans med Kerry Reid, Dianne Balestrat och Susan Leo.

## Grand Slam-titlar
- Franska öppna
  - Dubbel - 1979
  - Mixed dubbel - 1979, 1982
- Wimbledonmästerskapen
  - Dubbel - 1978
  - Mixed dubbel - 1983, 1984
- US Open
  - Dubbel - 1979, 1982
  - Mixed dubbel - 1980